# Chaetopodella tonsa
Chaetopodella tonsa är en tvåvingeart som först beskrevs av Oswald Duda 1925.  Chaetopodella tonsa ingår i släktet Chaetopodella och familjen hoppflugor.
Artens utbredningsområde är Costa Rica. Inga underarter finns listade i Catalogue of Life.